# George Murphy
George Murphy (New Haven, 4 de julio de 1902-Palm Beach, 3 de mayo de 1992) fue un bailarín, actor y político estadounidense.

## Biografía
Su verdadero nombre era George Lloyd Murphy, y nació en New Haven (Connecticut), en el seno de una familia católica de origen irlandés. Estudió en la Universidad de Yale, y desempeñó trabajos diversos como fabricar herramientas en Ford Motor Company, minero, agente inmobiliario y bailarín de night club.
En el cine, Murphy fue famoso como bailarín y cantante, actuando en muchos musicales de gran presupuesto, tales como Broadway Melody of 1938, Broadway Melody of 1940 y For Me and My Gal. Su debut en el cine se produjo poco después del inicio del cine sonoro, en 1930, y su carrera se prolongó hasta su retirada en 1952, a los 50 años de edad.
Fue elegido dos veces presidente del Screen Actors Guild entre 1944 y 1946. También fue vicepresidente de Desilu Studios y de Technicolor Corporation. Además fue director de entretenimiento en las tomas presidenciales de 1952, 1956 y 1960.
Murphy entró en política en 1953 como presidente del Comité Central Estatal Californiano del Partido Republicano de los Estados Unidos.
En 1964 fue elegido para el Senado de los Estados Unidos, derrotando a Pierre Salinger, anterior secretario de prensa de la Casa Blanca con John F. Kennedy. El mandato de Murphy abarcó desde el 1 de enero de 1965 al 3 de enero de 1971. 
Tras presidir el National Republican Senatorial Committee en 1968, el año en que Richard Nixon fue elegido residente, Murphy se presentó a la reelección sin éxito en 1970, siendo derrotado por el congresista demócrata John V. Tunney. Durante su período como senador, Murphy sufrió un cáncer de garganta que le supuso la extirpación de parte de su laringe. Durante el resto de su vida fue incapaz de hablar con normalidad. Esta circunstancia jugó un papel importante en su derrota en 1970.
Murphy posteriormente se mudó a Palm Beach, Florida, donde falleció en 1992, a los 89 años de edad, a causa de una leucemia. Sus restos fueron incinerados.

## Filmografía

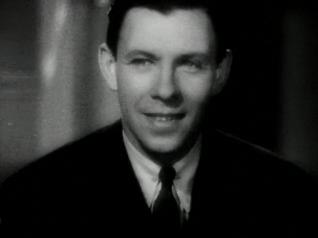
Escena de London by Night (1937).

- The Eddie Cantor Giftset Collection (1930)
- Kid Millions (El chico millonario) (1934)
- After The Dance (1935)
- The Public Menace (La amenaza pública) (1935)
- You're a Sweetheart (1937)
- London by Night (1937)
- The Women Men Marry (1937)
- Top of the Town (1937)
- Broadway Melody of 1938 (1937)
- Hold That Co-ed (1938)
- Everybody Sing/Little Nellie Kelly (1938)
- Little Miss Broadway (1938)
- Letter of Introduction (Carta de presentación) (1938)
- Two Girls on Broadway (1940)
- Public Deb No. 1 (1940)
- Little Nellie Kelly (1940)
- Broadway Melody of 1940 (1940)
- A Girl, a Guy and a Gob (1940)
- Ringside Maisie (1941)
- Tom, Dick and Harry (1941)
- A Girl, A Guy and A Gob (1941)
- The Mayor of 44th Street (1942)
- The Navy Comes Through (1942)
- For Me and My Gal (1942)
- This Is the Army (1943)
- Bataan (1943)
- Broadway Rhythm (1944)
- Step Lively (1944)
- Show Business (1944)
- Having a Wonderful Crime (1945)
- Up Goes Maisie (1946)
- Cynthia (1947)
- The Arnelo Affair (1947)
- Tenth Avenue Angel (1948)
- Battleground (Fuego en la nieve) (1949) - "Pop" Stazak
- Border Incident (1949)
- Talk About a Stranger (1952)
- Walk East on Beacon (1952)